# سهل التستري
أبو محمد سهل بن عبد الله بن يونس التستري ، أحد علماء أهل السنة والجماعة، ومن أعلام التصوف السني في القرن الثالث الهجري، وصفه أبو عبد الرحمن السلمي بأنه «أحد أئمة الصوفية وعلمائهم، والمتكلمين في علوم الإخلاص، والرياضيات وعيوب الأفعال»، أصله من «بتُسْتَر» أحد مدن محافظة خوزستان الموجودة حاليًا في إيران.

## سيرته
ذكر ابن الأثير في تاريخه أن مولد سهل كان في سنة مائتين، وقيل إحدى ومائتين بتُسْتَر، سكن البصرة وعبادان مدة. مر سهل بن عبد الله في طريقه للتصوف بعدة مراحل، متأثراً فيها بأكثر من شخص، بداية بخاله محمد بن سوار، الذي أسس لديه أولى معاني التصوف، حيث بقي بعدها فترة يخلو بنفسه تفرغ فيها للعبادة والذكر والتهجد وحفظ القرآن، ثم تأثر بالزاهد العباداني الذي التقى به في عابدان، فتأدب بآدابه وانتفع بعلمه وأخذ عنه كثيراً، وانتهى به الحال إلى أن أصبح مصدراً ومرجعاً صوفياً مهماً، يرجع إليه أكثر الناس عندما يغلب عليهم أمر ما. ولقي في الحج ذا النون المصري وصحبه.
وقد ابتلي سهل بإخراجه من تُستر إلى البصرة، فبقي فيها حتى مات، وسبب ذلك كما قال السّراج أنه قال: «التوبة فريضة على العبد مع كل نفس»، فسعى من سعى وهيج العامة وكفّره ونسبه إلى القبائح عند العامة حتى وثبوا عليه، وكان ذلك سبب خروجه عن تُستر وانتقاله إلى البصرة رحمه الله. وقال ابن الجوزي حكى رجل عن سهل أنه يقول: إن الملائكة والجن والشياطين يحضرونه، وإنه يتكلم إليهم، فأنكر ذلك عليه العوام، حتى نسبوه إلى القبائح، فخرج إلى البصرة.

## من درره ومواعظه
- روى أنه قال: "قال لي خالي يوماً: يا سهل! ألا تذكر الله الذي خلقك؟". قلت: "فكيف أذكره؟ قال: "عند تقلبك في فراشك ثلاث مرات من غير أن تحرك به لسانك: الله معي، الله ناظر إلي، الله شاهدي" فقلت ذلك، ثم أعلمته فقال: "قلها كل ليلة إحدى عشرة مرة"، فقلت ذلك، فوقع في قلبي حلاوة. فلما كان بعد سنة قال لي خالي: "احفظ ما علمتُك، ودم عليه، إلى إن تدخل القبر. فإنه ينفعك في الدنيا والآخرة". فلم أزل على ذلك سنن، فوجدت له حلاوة في سري. ثم قال لى خالي يوماً: "يا سهل! من كان الله معه، وهو ناظر إليه، وشاهده، يعصيه؟ إياك والمعصية" فكان ذلك أول أمره[6]، وروى أن عمره كان إذ ذاك ثلاث سنين ما فوقها.
- روي أنه أسلم على يديه خلق وكان له جار مجوسي فلما احتُضر سهل استدعاه، وقال له: “ادخل ذلك البيت وانظر ما فيه” فدخل، فإذا جفنة -أي آنية- موضوعة تحت حش لدار المجوسي، قد انفتح إلى دار سهل، فخرج فقال: “يا شيخ ما هذا؟!” قال: “اعلم أنه -منذ سنة- انفتح كنيف دارك إلى داري، وأنا كل يوم أضع تحته آنية كما رأيت، فتمتلئ نهارًا، فإذا كان الليل أخذتها فرميت ما فيها وأعدتها ولولا أني مفارق ولست أطمع أن تتسع أخلاق غيري لك ما أعلمتك”. فبكى المجوسي وقال: “والله ما كان حسن الخلق ورعاية الحال في دين إلا زانه، ويلي، أنت تعاملني هذه المعاملة وتموت وأنا على ضلالي القديم، أشهد أن لا إله إلا الله وأشهد أن محمدًا رسول الله وداري هذه وقف على الفقراء”. وقال أحمد بن محمد ابن أحمد البصري: خَدَمَ أبي سهلَ ابن عبد الله سنينًا، فقال لي: “ما رأيته يتغير عند سماع شئ كان يسمعه من القرءان والذكر وغيرهما. قال: فلما كان في آخر عمره قرئ بين يديه ﴿فَالْيَوْمَ لا يُؤْخَذُ مِنكُمْ فِدْيَةٌ﴾ سورة الحديد/15، فرأيته قد تغيّر وارتعد وغشي عليه فلما أفاق سألته عن ذلك، فقال: “يا حبيبي ضعفنا”.
- من كلامه: “آية الفقير -أي الصوفي- ثلاثة أشياء: حفظ سره، وأداء فرضه، وصيانة فقره”.
- وكان يقول: “من صبر على مخالفة نفسه أوصله الله إلى مقام أنسه”.
- وقال رضي الله عنه: “الناس نيام فإذا ماتوا انتبهوا وإذا انتبهوا ندموا وإذا ندموا لم تنفعهم الندامة”، ومن كلامه أيضًا: “لا دليل إلا رسول الله صلى الله عليه وسلم، ولا زاد إلا التّقوى، ولا عمل إلا الصبر عليه”. وقال: “الجاهل ميت، والناسي نائم، والعاصي سكران، والمصرّ هالك”.
- وكان يقول: “من أحب أن يطلع الناس على ما بينه وبين الله فهو غافل”، وكان رضي الله عنه يقول: “ما عمل عبد بما أمره الله تعالى عند فساد الأمور وتشويش الزمان واختلاف الناس في الرأي إلا جعله تعالى إمامًا يقتدى به هاديًا مهديًا، وكان غريبًا في زمانه”.
- وكان رضي الله عنه يقول: “إياكم ومعاداة من شهره الله تعالى بالولاية، وإنه كان بالبصرة ولي لله تعالى فعاداه قوم وآذوه فغضب الله عليهم فأهلكهم أجمعين في ليلة، وكان يقول: طوبى لمن تعرف بالأولياء، فإنه إذا عرفهم استدرك ما فاته من الطاعات، وإن لم يستدرك شفعوا عند الله فيه لأنهم أهل الفتوة”.
- وقال رضي الله عنه: “أصولنا سبعة أشياء التمسك بكتاب الله تعالى والاقتداء بسنة رسوله صلى الله عليه وسلم وأكل الحلال وكف الأذى واجتناب الآثام والتوبة وأداء الحقوق”.
- وسئل رضي الله عنه عن الذي لم يأكل طعامًا أيامًا كثيرة أين يذهب لهب جوعه فقال: “يطفئه نور القلب”، وكان رضي الله عنه يقول: “حياة القلوب التي تموت، بذكر الحي الذي لا يموت”، وكان رضي الله عنه يقول: “من كمل إيمانه لم يخف من شئ سوى الله تعالى”، وكان يقول: “خيار الناس العلماء الخائفون وخيار الخائفين المخلصون الذين وصلوا إخلاصهم بالموت رضي الله تعالى عنهم”.
- وقال رضي الله عنه: ما من قلب ولا نفس إلَّا والله تعالى مُطَّلِع عليها في ساعات الليل والنَّهار، فأيَّما قلب ولا نفس رأى فيها حاجةً إلى سواه؛ سلَّط عليه إبليس.

## مؤلفاته
لقد ترك سهل التستري عدة مؤلفات، وشارك في أنواع من العلوم، وقد قام العلامة فؤاد سزكين بإحصاء مؤلفاته المخطوطة مع بيان أماكن وجودهان فانتهى إلى ذكر ثمانية كتب، وذكر ابن النديم في الفهرست ثلاثة منها.
1. تفسير القرآن العظيم.
2. جوابات أهل اليقين.
3. دقائق المحبين.
4. لطائف القصص في قصص الأنبياء.
5. كتاب المعارضة والرد على أهل الفرق وأهل الدعاوي في الأحوال.
6. كلمات سهل بن عبد التستري.
7. مقالة في المنهيات.
8. مواعظ العارفين.

## الوفاة
توفِّي سهل - رحمه الله - في البصرة في المحرم سنة ثلاث وثمانين ومائتين (283هـ)، وقيل سنة ثلاث وسبعين ومائتين.

## روابط خارجية
- سهل التستري على موقع الموسوعة البريطانية (الإنجليزية)